# Hans Rieder
Hans Rieder (Gent, 1 juli 1956) is een Belgisch advocaat.

## Levensloop
Hans Rieder studeerde rechten aan de Rijksuniversiteit Gent. In 1984 werd hij advocaat aan de balies van Gent en Brugge. In 2001 was hij medeoprichter van het kantoor Rieder & Verdonck met vestigingen in Brugge en Gent. Hij is gespecialiseerd in strafrecht.
Hij was advocaat van onder meer vetsmelters Jan en Lucien Verkest (Dioxinecrisis), Alex Vercauteren, de opdrachtgever van de moord op Karel Van Noppen, een van de ontvoerders van Anthony De Clerck, fraudeur Jean-Pierre Van Rossem, de bank Dexia in de zaak-Lernout & Hauspie, een beklaagde van de moord op Stijn Saelens, de christelijke arbeidersbeweging ACW, drugscrimineel Silvio Aquino, de Somalische piratenkoning Mohamed Abdi Hassan, scheidsrechter Bart Vertenten (Operatie Propere Handen), de van grensoverschrijdend gedrag beschuldigde kunstenaar Jan Fabre, Optima-topman Jeroen Piqueur, Schild & Vrienden-oprichter Dries Van Langenhove en drugsbaron Flor Bressers.